# Liga del Fútbol Profesional Boliviano 1980
La Liga del Fútbol Profesional Boliviano 1980 è stata la 4ª edizione della massima serie calcistica della Bolivia, ed è stata vinta dal Wilstermann.

## Formula
Per la prima volta, il campionato adotta il girone unico.

## Classifica finale
|  | Pos. | Squadra             | Pt | G  | V  | N  | P  | GF | GS  | DR  |
|  | ---- | ------------------- | -- | -- | -- | -- | -- | -- | --- | --- |
|  | 1.   | Wilstermann         | 46 | 26 | 22 | 2  | 2  | 75 | 14  | +61 |
|  | 2.   | The Strongest       | 39 | 26 | 17 | 5  | 4  | 64 | 28  | +36 |
|  | 3.   | Petrolero           | 26 | 26 | 13 | 12 | 1  | 60 | 24  | +36 |
|  | 4.   | Bolívar             | 34 | 26 | 15 | 4  | 7  | 68 | 33  | +35 |
|  | 5.   | Blooming            | 31 | 26 | 13 | 5  | 8  | 66 | 40  | +26 |
|  | 6.   | Oriente Petrolero   | 30 | 26 | 12 | 6  | 8  | 45 | 42  | +3  |
|  | 7.   | Deportivo Municipal | 25 | 26 | 11 | 3  | 12 | 60 | 45  | +15 |
|  | 8.   | Guabirá             | 24 | 26 | 10 | 4  | 12 | 42 | 53  | -11 |
|  | 9.   | San José            | 21 | 26 | 6  | 9  | 11 | 32 | 48  | -16 |
|  | 10.  | Real Santa Cruz     | 20 | 26 | 8  | 4  | 14 | 40 | 65  | -25 |
|  | 11.  | Aurora              | 17 | 26 | 6  | 5  | 15 | 49 | 64  | -15 |
|  | 11.  | Always Ready        | 17 | 26 | 7  | 3  | 16 | 40 | 69  | -29 |
|  | 13.  | Ind. Unificada      | 16 | 26 | 5  | 6  | 15 | 28 | 61  | -33 |
|  | 14.  | Stormer's           | 6  | 26 | 2  | 2  | 22 | 20 | 103 | -83 |

## Verdetti
- Jorge Wilstermann campione nazionale
- Jorge Wilstermann e The Strongest in Coppa Libertadores 1981
- Stormers retrocesso
- Independiente Petrolero promosso dalla seconda divisione.

## Classifica marcatori
| Gol |  |  | Giocatore            | Squadra             |
| --- |  |  | -------------------- | ------------------- |
| 21  |  |  | Juan Carlos Sánchez  | Guabirá             |
| 18  |  |  | José Uber Acosta     | The Strongest       |
| 17  |  |  | Jairzinho            | Wilstermann         |
| 16  |  |  | Juan Carlos Oropeza  | Deportivo Municipal |
| 16  |  |  | Gastón Taborga       | Wilstermann         |
| 14  |  |  | Carlos Aragonés      | Bolívar             |
| 13  |  |  | José Alberto Ayala   | Petrolero           |
| 13  |  |  | Manuel Blanco Flores | Deportivo Municipal |
| 12  |  |  | Rubén Aguilar Eguez  | The Strongest       |